# Klepp
Klepp este o comună din provincia Rogaland, Norvegia.
Are o suprafață de 113,49 km². Populația este de 20.615 locuitori, determinată în 1 ianuarie 2023, prin Folkeregisteret[*].